# Antonio Floris
Antonio Floris (Oschiri, 1914 – Mezaleon, 30 marzo 1938) è stato un militare italiano, decorato di medaglia d'oro al valor militare alla memoria nel corso della guerra di Spagna.

## Biografia
Nacque a Oschiri, provincia di Sassari, nel 1914, figlio di Umberto e Gianna Gaias. Compì gli studi secondari a Nuoro dove il padre, di professione insegnante, si era trasferito, e poi si iscrisse alla facoltà di giurisprudenza dell'università di Sassari. Interruppe gli studi al quarto anno in quanto chiese di partire volontario per combattere nella guerra di Spagna come camicia nera della Milizia Volontaria Sicurezza Nazionale. Si imbarcò a Napoli il 26 gennaio 1937 in qualità di porta arma mitragliatrice pesante, e assegnato alla 840ª bandera "Carso", X gruppo partecipò alla battaglia di Guadalajara dove rimase ferito. Dopo trenta giorni di degenza rientrò in servizio presso il suo reparto, pur se ancora convalescente fu assegnato successivamente al 7º Reggimento della Divisione CC.NN "23 marzo" in qualità di ardito. Prese parte ai combattimenti di Bilbao e Santander, dove fu decorato con la seconda medaglia di bronzo al valor militare, e poi fu assegnato in qualità di portaordini al comando di reggimento. Cadde in combattimento a Mezaleon il 30 marzo 1938, e per onorarne il coraggio gli fu assegnata la medaglia d'oro al valor militare alla memoria. Nel corso del 1940 l'università di Sassari gli ha conferito ad honorem la laurea in giurisprudenza.

### Fonti
1. 1 2 3 4 5 6 7 8  Combattenti Liberazione.
2. ↑   Bollettino ufficiale delle nomine, promozioni e destinazioni negli ufficiali e sottufficiali del R. esercito italiano e nel personale dell'amministrazione militare, 1939,  p. 5352. URL consultato il 22 agosto 2021.
3. ↑  Medaglie d'oro al valor militare sul sito della Presidenza della Repubblica
4. ↑  Registrato alla Corte dei conti il 25 gennaio 1939,   Guerra registro n.3, foglio n.176.